# 小松ニット
小松ニット株式会社（こまつニット）は、石川県小松市にある企業。
スクール水着の製造を手がける。
小松商工会議所に所属している。

## 概要
石川県小松市長田町ヲ117番地1に本拠を置く。
スクール水着セパレート水着を始め、フィットネス用の水着や体操着、スイムキャップ（水泳帽）、ハーフパンツ、セーターなどの製造、販売を行う。
1978年に事業開始。当初はカネボウの水着製品の製造を手がけていた。カネボウ破綻に伴い、カネボウから水着事業を継承した。
「SUPERIOR MIND」、「Bellcampus」などのブランドで製品を展開している。
水着用品に付けられる専用のマークは小松ニットの登録商標である。

## 見学
生産工程の見学を無料で受け付けている。人数は5-6人。予約制で、土曜日、日曜日、祝祭日および年末年始は不可。所要時間は30 - 60分。

## 交通アクセス
- 北陸自動車道小松インターチェンジから車で12～13分。駐車場あり（普通車数台）[4]。
- IRいしかわ鉄道線明峰駅から徒歩で13分[8]。